# دانشگاه مری

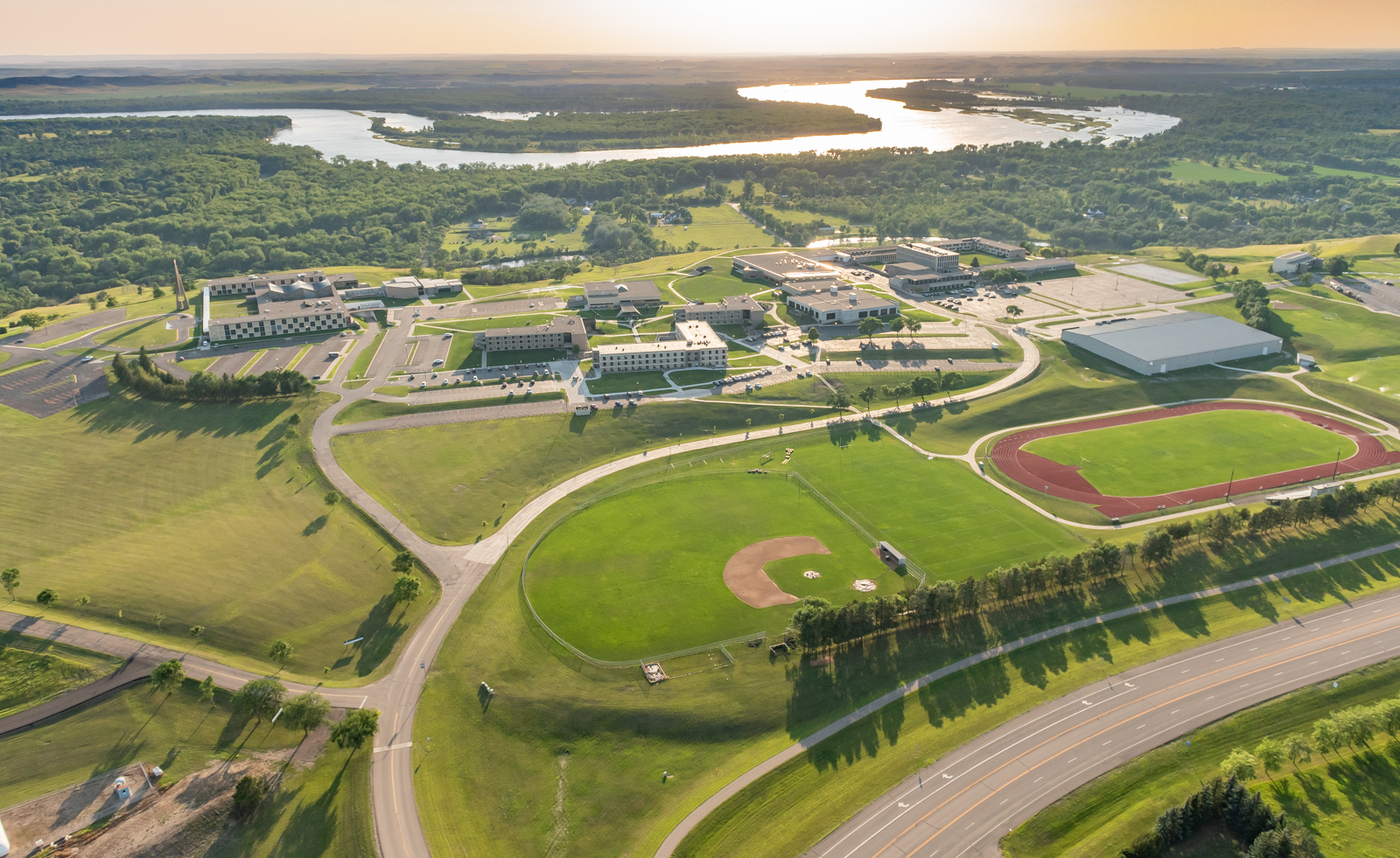

دانشگاه مری (UMary) یک دانشگاه خصوصی و بندیکتین در نزدیکی بیسمارک، داکوتای شمالی است. در سال ۱۹۵۹ به عنوان کالج مری تأسیس شد. این دانشگاه بزرگ‌ترین مؤسسه اعطای مدرک در غرب داکوتای شمالی است. دارای پردیس‌های تحصیلی در خارج از کشور در رم و آرکیپا و همچنین رشته‌های دانشگاهی از راه دور را در داکوتای شمالی (فارگو، مرکز شهر بیسمارک، واتفورد سیتی، گرند فورک)، مینه سوتا، مونتانا، کانزاس و آریزونا اجرا می‌کند. این دانشگاه توسط راهنمای نیومن برای انتخاب کالج کاتولیک تأیید شده‌است و به عنوان یک کالج ممتاز با برنامه‌های قابل توجه در آموزش، تجارت و پرستاری شناخته می‌شود. نتایج آزمون شورای ملی دولتی پرستاری رشته پرستاری دانشگاه مری را در سال ۲۰۱۹ به عنوان ۱ در منطقه و ۱ از ۲۰۶۱ رشته پرستاری در سراسر کشور و دوباره در سال ۲۰۲۱ به عنوان ۱ از ۲۱۴۵ رشته پرستاری در سراسر کشور رتبه‌بندی کرد.